# Vâlcelele, Prahova
Vâlcelele (în trecut, Degerați) este un sat în comuna Colceag din județul Prahova, Muntenia, România.